# Прилепско благотворително братство
Прилепското благотворително братство (изписване до 1945 година: Прилѣпско благотворително братство) е патриотична и благотворителна обществена организация на македонски българи от град Прилеп, съществувала в българската столица София от 1897 година. Братството е закрито след Деветосептемврийския преврат в 1944 година от комунистическата власт.

## История
Братството е основано в 1897 година и е първо сред емиграцията с 450 души членски състав.. Закрито е в 1901 година по нареждане на Върховния комитет.
В 1905 година е регистрирано под името Прилепска спомагателна дружба и си поставя за цел:
| „ | да помага материялно и морално на нуждающитѣ се прилепчани въ София и Прилѣпъ | “ |

Инициатори за основаване на Дружбата са Иван К. Марков, Харалампи Грашев, Йордан Катранушков, Владимир Карамфилов, Иван Панайотов, доктор Илия Спирков и други. Първото настоятелство е в състав: Иван К. Марков, председател, Владимир Милчинов, подпредседател, Владимир Карамфилов, деловодител, Ст. Кръстевски, касиер, Йордан Ив. Катранушков, Димитър Шавкулов и К. Г. Карпов, съветници. Настоятелството изготвя устав, печат с изображение на Златовръх и знаме на дружеството, което е осветено на 8 септември 1905 година, Мала Богородица, патронен празник на манастира Трескавец и на дружбата. Дружбата провежда литературно-музикални вечеринки, излети, еснафски вечери, сказки и прочие и събира помощи за бедните прилепчани.
Дружбата отпразнува тържествено 70-годишния юбилей на стария прилепски учигел Никола Еничерев, като в 1909 година, след Хуриета, тържеството се пренася и в Прилеп, посетен от делегация начело с Димитър Ачков.
Към 1910 година негов председател е Станков, подписал „Мемоар на Македонските братства в столицата до Славянски събор в София“.
След Първата световна война Дружбата се преименува в Прилепско благотворително братство. Това е решено на 18 април 1920 година на събрание, ръководено от В. Кусев, а почетен председател е генерал Григор Кюркчиев.
Делегати от братството на обединителния конгрес на СМЕО и МФРО от януари 1923 година са Б. Иванов, Владимир Кусев, Григор Кюркчиев, Георги Кондов, Димитър Ачков, Иван К. Марков, Методи Бекяров, Петър Колищърков, Харалампи Грашев, Йордан Ачков и Йордан Наумов.
На 8 юни 1924 година е избрано настоятелство в състав Йордан Ачков (председател), Йордан Ангелов (подпредседател), Борис Диев (секретар), Петър Ачков (касиер) и членове са Христо Пантев, Пецо Цървенков и Люба Иванова. На 25 януари 1925 година в новото настоятелство са избрани Георги Кондов (председател), Атанас Петрушев (подпредседател), Харалампи Тодорчев (секретар), Георги Зердев (касиер) и членове Атанас Иванов, Йордан Ангелов и Методи Бекяров. През пролетта на 1925 година е формирана Прилепската женска дружба, в чието настоятелство влизат Елена Ачкова (председател), Люба Иванова (подпредседател), Цветана Кюркчиева (секретар), Люба Грашева (касиер), Невена Попадамова (севетник).
На 21 февруари 1926 година братството избира настоятелство в състав Христо Пантев (председател), Пецо Цървенков (подпредседател), Харалампи Тодорчев (секретар), Георги Зердев (касиер) и съветници Диме Ацаров, Кочо Иванов и Гоерги Муджиев.
През 1934 година Прилепското братство има 493 редовни членове. Активна дейност развива и Прилепската женска дружба. През 1934 година настоятелството на братството включва Йордан Ачков (председател), Милан Гюрлуков (подпредседател), Кочо Колищърков (секретар), Георги Зердев (касиер), Лазар Иванов, Трайко Шияков и Боян Милчинов са членове.
През годините председателското място заемат Иван К. Марков (няколко пъти), Панталей Баджов, доктор Илия Спирков, Илия Хр. Дундов, Димитър Ачков, Владимир Кусев, доктор Михаил Иванов, Йордан Ачков. Почетни председатели на Братството са митрополит Методий Старозагорски и генерал Григор Кюркчиев.
Братството основава фонд за създаване на техническо училище в Прилеп, като началото е с голямо дарение на Никола Дишков - магазин от Дишков Базар, който носи годишен приход от 100 000 лева.
През 1941 година председател на братството е Тодор Попадамов.
- Картичка от Прилепското благотворително братство
- Свидетелство на Братството на Даме Попов, подписано от Владимир Кусев, 31 май 1921 г.
- Свидетелство на Братството на Даме Попов, подписано от Тодор Попадамов, 28 ноември 1940 г.